# Diversidad sexual en San Vicente y las Granadinas
Las personas LGBTI en San Vicente y las Granadinas se enfrentan a ciertos desafíos legales y sociales no experimentados por otros residentes.

## Aspectos legales
La homosexualidad en San Vicente y las Granadinas es ilegal. El artículo 148 del Código Penal establece que "toda persona que, en público o en privado, cometa un acto de indecencia grave con otra persona del mismo sexo, o procure o intente conseguir a otra persona del mismo sexo para cometer un acto de grave indecencia con él o ella, es culpable de un delito, con la posibilidad de ir a la cárcel cinco años".
El artículo 146 del Código Penal de 1990 establece que "toda persona que cometa sodomía con cualquier otra persona, cometa sodomía con un animal o permita que cualquier persona cometa sodomía con él o ella, es culpable de un delito y puede ser condenado a diez años de prisión".